# Jaime Azócar

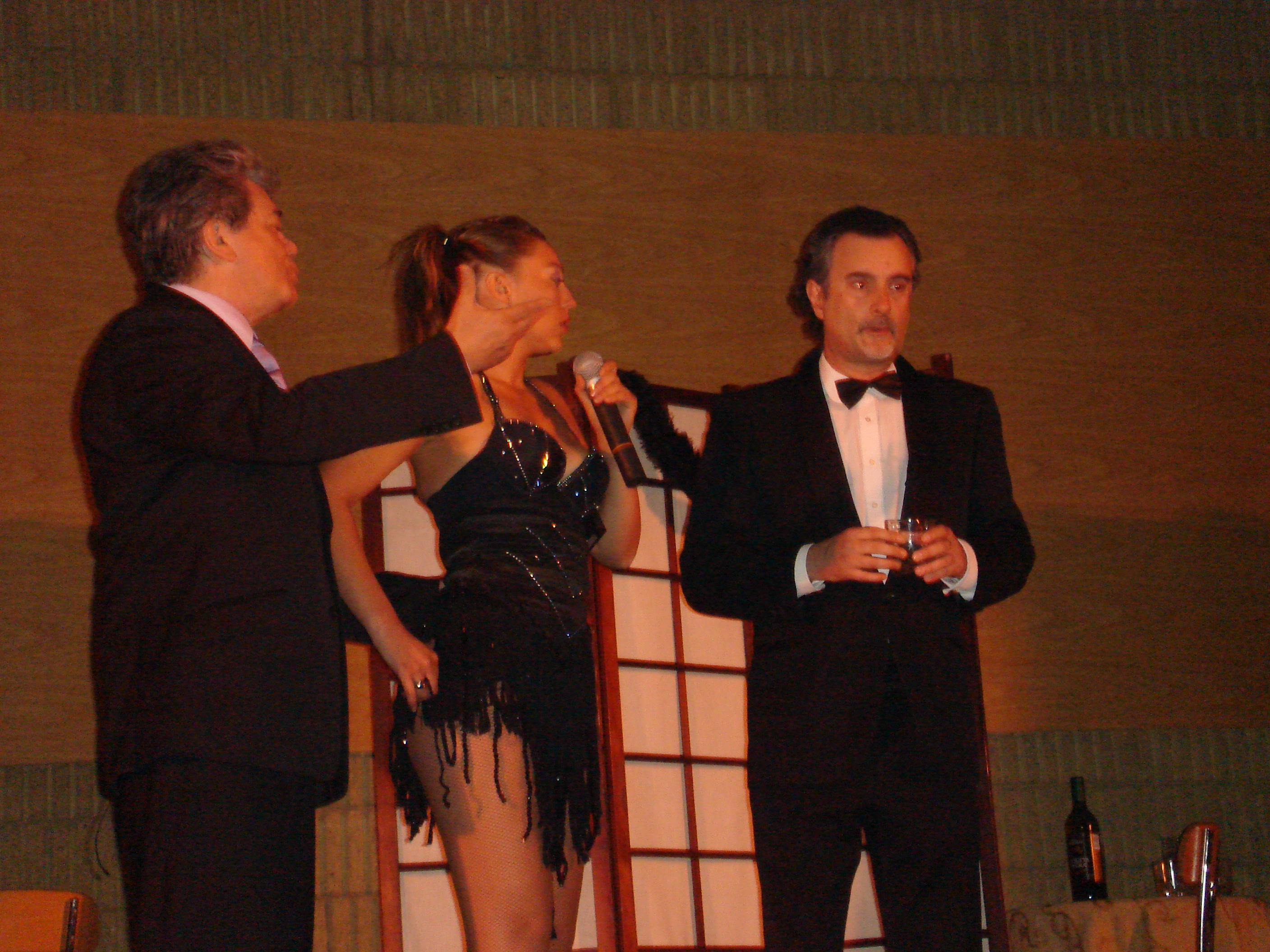
Jaime Azocar junto a Felipe Armas en 2008

Jaime Mario Alfonso Azócar Millas (21 de septiembre de 1945) es un actor y comediante chileno con una vasta trayectoria en teatro y televisión.
Participó en diversas teleseries de TVN y Canal 13 durante las décadas de los 1980 y 1990, además de haber sido invitado estable en la mayoría de los espectáculos de café concert ideados por su amigo Coco Legrand.
Actualmente Jaime se encuentra alejado de las teleseries, dedicándose de forma exclusiva al teatro.

## Filmografía

#### Telenovelas
| 1974 | ‘’Gracia y el forastero‘’      | 1976                          | Sol tardío | Ángelo   | Secundario | TVN |
| 1981 | Casagrande                     | Jaime                         | Canal 13   |          | Secundario |     |
| 1982 | Bienvenido Hermano Andes       | Sebastián Miranda             | Canal 13   |          | Secundario |     |
| 1984 | La represa                     | Sergio                        | TVN        |          | Secundario |     |
| 1984 | La torre 10                    | Alfonso Echarry               | TVN        |          | Secundario |     |
| 1985 | Marta a las ocho               | Javier Noriega                | TVN        |          | Secundario |     |
| 1985 | El prisionero de la medianoche | Juan Pablo Egaña              | Bolo       | Canal 13 |            |     |
| 1986 | La dama del balcón             | Federico Rojas "Rojitas"      | Secundario | TVN      |            |     |
| 1986 | La villa                       | Germán Lizárraga              | Secundario | TVN      |            |     |
| 1988 | Semidiós                       | Horacio                       | Bolo       | Canal 13 |            |     |
| 1989 | Bravo                          | Sergio                        | Secundario | Canal 13 |            |     |
| 1991 | Ellas por ellas                | Roberto                       | Secundario | Canal 13 |            |     |
| 1996 | Adrenalina                     | Jack Marshall/Armando Cabrera | Secundario | Canal 13 |            |     |
| 1997 | Santiago City                  | Gabriel Quinteros             | Secundario | Mega     |            |     |
| 2021 | Verdades ocultas               | Alfonso Valdés                | Bolo       | Mega     |            |     |

### Otras participaciones
| Año  | Teleserie           | Personaje | Rol                    | Canal |
| ---- | ------------------- | --------- | ---------------------- | ----- |
| 1983 | El juego de la vida |           | Participación especial | TVN   |

### Series y unitarios
| Año  | Serie                                | Personaje         | Rol                    | Canal    |
| ---- | ------------------------------------ | ----------------- | ---------------------- | -------- |
| 1982 | La señora                            | Jaime             | Secundario             | Canal 13 |
| 1994 | Soltero a la medida                  | Alberto           | Secundario             | Canal 13 |
| 1999 | Mi Coco querido                      |                   | Secundario             | Canal 13 |
| 2005 | EsCool                               | Sergio Donoso     | Secundario             | Mega     |
| 2005 | Los simuladores                      |                   | Secundario             | Canal 13 |
| 2010 | Volver a mí                          | Javier            | Participación especial | Canal 13 |
| 2012 | El diario secreto de una profesional | Cliente de Ángela | Participación especial | TVN      |
| 2012 | El reemplazante                      | Raúl Jorquera     | Antagónico             | TVN      |
| 2015 | Los años dorados                     | Mario             | Participación especial | UCV      |